# Homocerynea cleoriformis
Homocerynea cleoriformis är en fjärilsart som beskrevs av Barnes och Mcdunnough 1913. Homocerynea cleoriformis ingår i släktet Homocerynea och familjen nattflyn. Inga underarter finns listade i Catalogue of Life.